# Расстройство аутистического спектра
Расстро́йство аутисти́ческого спе́ктра (сокр. РАС, англ. autism spectrum disorder, ASD; включает устар. диагнозы: детский аутизм, ранний инфантильный аутизм, атипичный аутизм, аутизм Каннера (ранний детский аутизм, РДА), высокофункциональный аутизм, первазивное расстройство развития без дополнительных уточнений, детское дезинтегративное расстройство, и синдром Аспергера, в мае 2013 года диагноз «синдром Аспергера» был исключён из новой редакции DSM (DSM-5):53) — нейроонтогенетическое расстройство, расстройство психического развития; основные признаки: дефицит способности начинать и поддерживать социальное взаимодействие и общественные связи, ограниченные интересы, часто повторяющиеся поведенческие действия.
Основная характеристика: перманентный дефицит в социальной коммуникации и социальном взаимодействии:50. Не появляются навыки разделённого внимания и взаимности при контакте, нет согласованности с партнёром по общению. Иногда РАС сопровождает умственная отсталость:40 или другие сопутствующие диагнозы, как эпилепсия или СДВГ (синдром дефицита внимания и гиперактивности). Часть людей с данным расстройством — высокофункциональные (самостоятельные, образованные, социально-адаптированные); часть людей с РАС обладают синдромом саванта и гениальностью в одной или нескольких областях знаний человечества.
2 апреля — Международный день информирования об аутизме (Autism Awareness Day).

## Причины
Возможно, существует много факторов, повышающих вероятность РАС у ребёнка. В их числе — факторы окружающей среды и генетика.

### Вакцинация
ВОЗ заявляет, что вакцины не вызывают расстройства аутистического спектра. «Этот вывод был сделан по результатам множества исследований, проводившихся на очень больших группах людей».
В исследовании Энди Уэйкфилда 1998 года, предположившем связь между вакциной против кори-паротита-краснухи (КПК) и аутизмом, были найдены серьёзные ошибки и намеренные искажения. Статья Уэйкфилда была отозвана опубликовавшим её журналом. Однако публикация успела вызвать общественную панику, приведшую к массовым отказам от прививок и, как следствие, к вспышкам этих заболеваний.

## Клиническая картина
Лица с РАС испытывают проблемы в социальной коммуникации. Например, не могут поддержать диалог, испытывают проблемы социального сближения, имеют сниженную способность к разделению интересов, эмоций. Это доходит до полной неспособности начинать или реагировать на социальные взаимодействия:50.
Поддержание и понимание социальных взаимоотношений страдает. Трудно заводить друзей, участвовать в играх, где задействовано воображение. При крайних случаях доходит до полного отсутствия интереса к любым контактам со сверстниками:50.
Проблемы в невербальном коммуникативном поведении. Людям с РАС трудно поддерживать зрительный контакт, он может вызывать неприятные ощущения. Трудно трактовать язык тела, речевые интонации, проблемы с использованием и пониманием сути невербального общения.
Лица с РАС могут выучить несколько функциональных жестов, но их репертуар меньше, чем у других людей. Спонтанно в общении они не могут адекватно использовать жесты:54. В крайних случаях доходит до полного отсутствия зрительного контакта, мимики или жестов:50—54
Крайне ограниченные интересы, «зацикленность» на одном предмете, сильная привязанность к необычным предметам:50. Обычно неадекватны по интенсивности или фокусу внимания. Примеры: увлечение ребёнка пылесосами, привязанность ребёнка к определённой кухонной утвари, у взрослого — запись расписаний часами напролёт:54. У взрослых специальные интересы могут стать источником мотивации и удовольствия, иногда — основой работы или карьеры:54.
Патологическая реакция на входную сенсорную информацию. Примеры: видимое безразличие к температуре окружающей среды, безразличие к боли, негативная реакция на определённые звуки или шумы:50.
Стереотипность, повторяемость поведения, интересов или деятельности:50. Проявляется в стереотипных движениях, у детей — в выстраивании игрушек в строгом порядке, идиосинкразических фразах или эхолалии (стереотипном повторении фраз других людей):50. Чрезмерная потребность в неизменности и постоянности. Пример: неизменный распорядок дня, маршрут прогулки, строго однообразная еда:50.
Многие взрослые с РАС учатся подавлять стереотипное повторяющееся поведение на публике. Это удаётся людям без умственной отсталости и речевых затруднений:54.
При присутствии коморбидного кататонического синдрома (кататонии) у лица с РАС в DSM-5 используется дополнительный код 293.89/F06.1.
Для постановки диагноза по DSM-5 «расстройство аутистического спектра» (код 299.00 / F84.0) симптомы могут быть такой силы, чтобы значительно ухудшать социальную, профессиональную или другие важные сферы повседневного функционирования, иначе диагноз не ставится:50.

## Связанные особенности, подтверждающие диагноз
Многие люди с РАС имеют интеллектуальные нарушения, сложности с восприятием скорости информации (например, они «не успевают» за скоростью подачи информации на радио, и, особенно, на телевидении, и предпочитают читать новости в комфортном темпе, и/или речевые расстройства (например, медленную речь):55.
Частые двигательные отклонения от нормы, например, неуклюжесть, мышечные зажимы, странная походка, ходьба на цыпочках.:55 Могут быть стереотипные самоповреждения.
Взрослые и подростки с РАС в силу дезадаптированности к реальности, нуждаются в присутствии постоянной «фигуры Взрослого», который опекает, «спасает», защищает, принимает решение и ответственность, в противном случае они склонны к депрессии и тревоге:55.
Возможно кататоноподобное поведение, не доходящее до кататонического эпизода. Однако случаются полноценные кататонические приступы.
Стремятся «жить в искусственном мире», которым становится пребывание в мире искусства, книг, описывающих фантастические миры или историческое прошлое человечества, но не современность и не документальные книги. К роботам, присутствующим в книге, относятся как к человеку, поскольку безэмоциональное восприятие машины и человека у алекситимика эквивалентно. То же самое справедливо и в тематических предпочтениях, касающихся кино и драмы.
В силу сложностей с коммуникацией, возникает компенсаторная реакция «общения», — доходящая до сентиментальности любовь к животным, особенно небольшим, безобидным, приятным на ощупь (кошки, фретки, морские свинки, лабораторные крысы, хомяки).

## Кататония
В самой острой тяжёлой форме кататония характеризуется отсутствием движения (акинезия), отсутствием речи (мутизмом), длительным сохранением однообразных поз (каталепсии) и восковой гибкостью.
Финк и Тейлор ввели термин «кататонический спектр» для обозначения всего ранга проявлений кататонии. По данным двух исследований, кататония наблюдается у 12-17 % молодых людей с РАС.
Уинг и Шах обнаружили: возраст манифестации кататонии — 10-30 лет, с пиком 15-19 лет. При этом лишь 6 % кататоников — пациенты с РАС.
Оценивали взаимосвязь РАС и кататонии. Dhossche охарактеризовал аутизм как «раннее выражение кататонии». Согласно его исследованиям, вероятна общая генетическая этиология кататонии и аутизма (гены под подозрением расположены в длинном плече хромосомы 15). Аномальная функция гамма-аминомасляной кислоты (ГАМК) связана с обоими расстройствами.

## Медицинские классификаторы

### DSM-5
По современному американскому Диагностическому и статистическому руководству по психическим расстройствам пятого издания (DSM-5) нижеследующие 4 расстройства из предыдущего издания (DSM-IV) объединены в одно — расстройство аутистического спектра:
- аутистическое расстройство;
- синдром Аспергера;
- детское дезинтегративное расстройство;
- первазивное расстройство развития без дополнительных уточнений (PDD-NOS).

В США лицам с надёжно установленным аутистическим расстройством, синдромом Аспергера, детским дезинтегративным расстройством и первазивным расстройством развития без дополнительных уточнений (PDD-NOS) по DSM-IV-TR согласно новой редакции классификатора DSM-5 с 2013 года врачами-психиатрами при повторном освидетельствовании поставлен диагноз «расстройство аутистического спектра».

### МКБ

#### МКБ-10
По Международной классификации болезней десятого пересмотра (МКБ-10) к общим расстройствам развития относятся:
- F84.0 Детский аутизм
  - F84.01 Детский аутизм, обусловленный органическим заболеванием головного мозга
  - F84.02 Детский аутизм вследствие других причин
- F84.1 Атипичный аутизм
  - F84.11 Атипичный аутизм с умственной отсталостью
  - F84.12 Атипичный аутизм без умственной отсталости
- F84.2 Синдром Ретта
- F84.3 Другие дезинтегративные расстройства детского возраста (дезинтегративный психоз или синдром Геллера)
- F84.4 Гиперактивное расстройство, сочетающееся с умственной отсталостью и стереотипными движениями (умственная отсталость с двигательной расторможенностью и стереотипными движениями)
- F84.5 Синдром Аспергера
- F84.8 Другие общие расстройства развития
- F84.9 Общее расстройство развития, неуточнённое.

Рубрика «общие расстройства развития» и включают расстройства аутистического спектра. Состояния, обозначенные как F84.2, F84.3 и F84.4, считаются редкими. Ведутся дискуссии о том, являются ли они частью аутистического спектра. «Высокофункциональным аутизмом» называется детский аутизм (F84.0) с IQ более 70. Он не входит в качестве формальной категории ни в одну из двух классификаций.
Однако диагноз «расстройство аутистического спектра» в МКБ-10 отсутствует.

#### МКБ-11
В версии МКБ-11 2018 года появилась диагностическая единица «расстройство аутистического спектра» (код 6A02).
В МКБ-11 расстройство аутистического спектра делится на подтипы с указанием наличия/отсутствия расстройства интеллекта и указанием способности человека использовать «функциональный язык» (англ. functional language; устный или письменный), то есть речь в качестве средства для выражения личных потребностей или желаний.
Выделяются следующие подтипы:
- 6A02.0 РАС без расстройства интеллектуального развития и без нарушений функционального языка, либо с мягким нарушением.
- 6A02.1 РАС с расстройством интеллектуального развития и без нарушений функционального языка, либо с мягким нарушением.
- 6A02.2 РАС без расстройства интеллектуального развития и c нарушением функционального языка.
- 6A02.3 РАС с расстройством интеллектуального развития и с нарушением функционального языка.
- 6A02.4 РАС без расстройства интеллектуального развития и с отсутствием функционального языка.
- 6A02.5 РАС с расстройством интеллектуального развития и с отсутствием функционального языка.
- 6A02.Y Другое уточнённое расстройство аутистического спектра.
- 6A02.Z Расстройство аутистического спектра, неуточнённое.

## Эпидемиология
Распространённость расстройства аутистического спектра в США и других странах оценивается в 1 % населения:55. Один ребёнок из 160 детей имеет расстройство аутистического спектра.

## Дифференциальная диагностика
При постановке диагноза «расстройство аутистического спектра» по DSM-5 необходимо исключить синдром Ретта (кода нет), селективный мутизм (312.23/F94.0), речевые расстройства и социальное (прагматическое) расстройство коммуникации (315.39/F80.89), умственную отсталость без расстройства аутистического спектра (319/F70—F73), синдром дефицита внимания и гиперактивности, также известный как СДВГ (314.01/F90.2, 314.00/F90.0, 314.01/F90.8, 314.01/F90.9), стереотипные повторяющиеся движения (307.3/F98.4), шизофрению (295.90/F20.9):57—58. В скобках указаны диагностические коды расстройств в DSM-5, по сути являющиеся кодами МКБ-9-КМ и МКБ-10-КМ, для облегчения поиска расстройств в классификаторе.

## Социализация и обучение
Программы поддержки людей с расстройством аутистического спектра должны опираться на принцип преемственности на всех этапах жизни — от раннего детства до взрослости.
Основные условия успешного инклюзивного образования детей с РАС: 1. подготовленный педсостав, использующий спецметоды и приемы организации процесса обучения и адаптации программного материала, 2. наличие тьютора.
В образовательной практике США доказана эффективность поведенческих подходов: системы поддержания желательного поведения и дифференцированного обучения на уровне класса; прикладного анализа поведения — на уровне отдельных учеников.
Существуют организации, которые занимаются адаптацией людей с аутизмом: консалтинговые фирмы Auticon и Specialisterne нанимают их для осуществления QA, статического анализа кода и других работ; в армии Израиля для них работает программа Роим-рахок («смотрящий вдаль»), в рамках которой люди с РАС занимаются расшифровкой аэрофотоснимков и спутниковых снимков, в Италии работает оркестр Orchestra Invisibile, в Австралии — программа «Одуванчик». В России работает проект «Цифрология», запущенный в компании «Газпром нефть»: сотрудники с РАС занимаются разметкой изображений и видеозаписей, благодаря чему обучают нейросети для нужд компании и других бизнесов.

### Инклюзия детей с РАС в российской системе образования
Редакция закона № 273-ФЗ от 29 декабря 2012 года «Об образовании» впервые закрепила на законодательном уровне право на доступное и качественное образование для детей с расстройством аутистического спектра. В Приложении 8 к приказу Минобрнауки России от 19 декабря 2014 года № 1598 «Об утверждении федерального государственного образовательного стандарта начального общего образования обучающихся с ограниченными возможностями здоровья» представлен ФГОС начального общего образования для детей с расстройством аутистического спектра.
По данным Института проблем инклюзивного образования МГППУ, в 2012 году доля детей с расстройством аутистического спектра, получающих образование в инклюзивных условиях образования города Москвы, составляла 4 % в отношении ко всем детям с инвалидностью, а в 2014 году — 7,8 %.

## Терапия
Основным лечением при кататонии при расстройстве аутистического спектра является применение бензодиазепинов, при этом антипсихотические средства не рекомендуются к применению. В случае тяжёлой кататонии внутривенное введение бензодиазепиновых транквилизаторов лоразепама, диазепама или барбитурата амобарбитала снимает кататонические симптомы у более чем половины пациентов с расстройством аутистического спектра.
Для терапии социальной тревожности и повышения социальной адаптивности у аутичных взрослых также исследуются экспериментальные методы психоделической психотерапии эмпатогеном MDMA.